# 231 aC
El 231 aC va ser un any del calendari romà prejulià. Durant la República i l'Imperi Romà, era conegut com a any del consolat de Mató i Masó (o també any 523 ab urbe condita). L'ús del nom «231 aC» per referir-se a aquest any es remunta a l'alta edat mitjana, quan el sistema Anno Domini va ser el mètode de numeració dels anys més comú a Europa.

## Esdeveniments

### Il·líria
- Agró, rei d'Il·líria, s'alia amb Demetri II rei de Macedònia i lluita contra els etolis als que venç. Per celebrar la victòria, organitza un banquet on menja i beu en excés. Una pleuresia el mata.[2]
- Teuta, la segona esposa d'Agró, assumeix el poder a Il·líria com a regent de Pinnes, fill de la primera dona, Triteuta.[3]

### Antiga Roma
- Aquest any són elegits cònsols Marc Pomponi Mató i Gai Papiri Masó.[4][5]
- Pomponi Mató és enviat a Sardenya per lluitar contra els sards que s'havien aixecat altre cop després d'haver estat derrotats pel seu germà Mani Pomponi Mató l'any 233 aC.[5]
- Papiri Masó va a Còrsega i sotmet als corsos amb considerables pèrdues. El senat li nega els honors del triomf que celebra privadament al Mont Albà. És la primera vegada que es fa, i després els generals romans ho van repetir quan se'ls denegava un triomf al que creien que hi tenien dret.[6]
- Gai Duïl·li és designat dictador amb la única missió de celebrar els comicis.[7]

### Península Ibèrica
- Hamílcar Barca, en el curs de la Conquesta cartaginesa d'Hispània, funda la ciutat d'Acra Leuce on instal·la els quarters d'hivern i hi envia la major part del seu exèrcit i els elefants. Ell es queda enrere amb la resta. El Senat Romà li envia una ambaixada per preguntar-li els objectius de la seva expedició, i respon que treballa per aconseguir que Cartago pugui pagar els seus deutes de guerra.[8]

## Necrològiques
- Agró, rei d'Il·líria, després d'un banquet.[2]